# Sint-Willibrorduskerk (Obbicht)

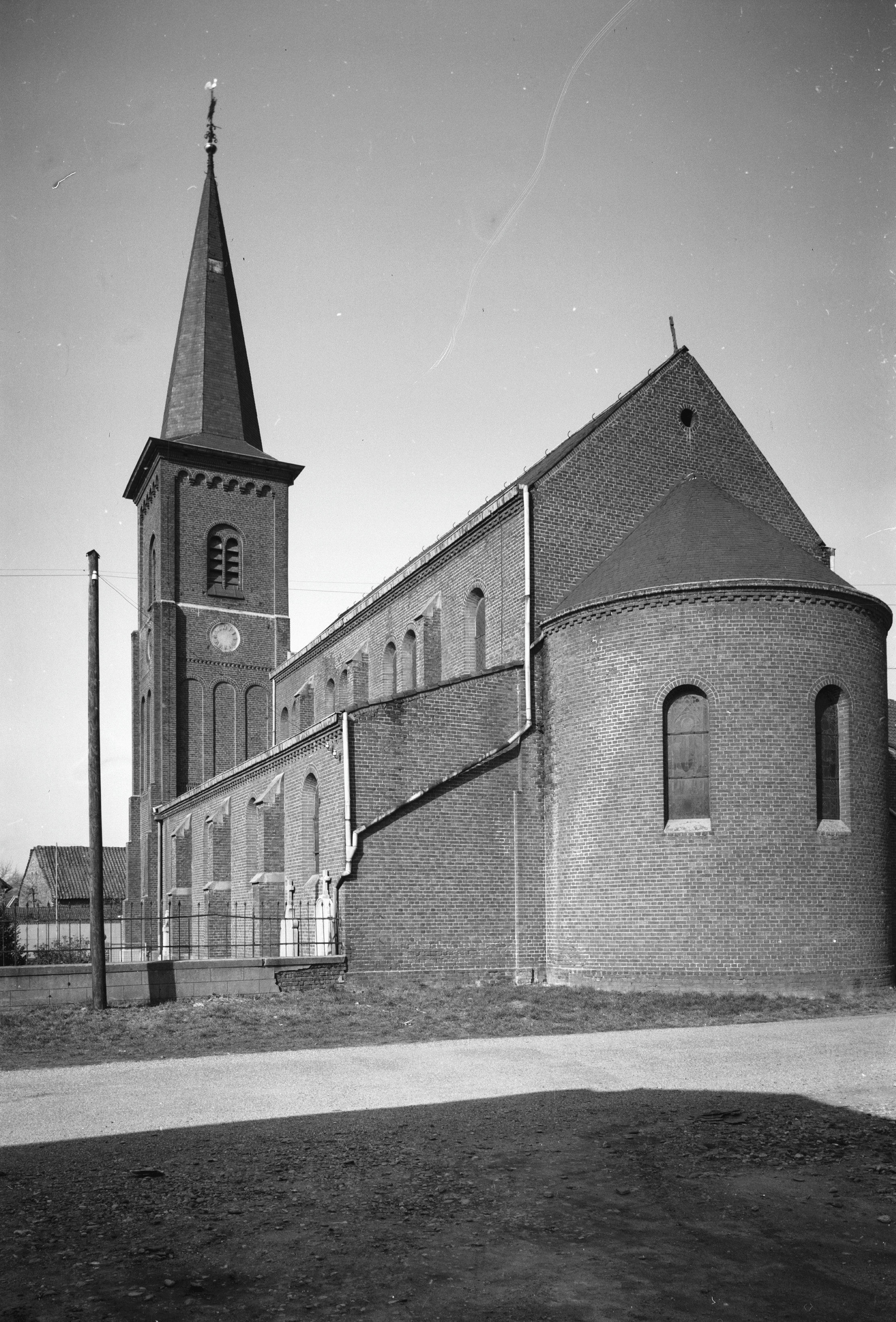
Sint-Willibrorduskerk 1904-1968

De Sint-Willibrorduskerk is de parochiekerk van Obbicht in de Nederlandse provincie Limburg. De kerk is gelegen aan de Sint-Willibrorduslaan 10. Schuin tegenover de kerk staat aan de Obbichter Markt de Piëtakapel en op ongeveer 150 meter naar het zuidwesten staat de Sint-Willibrorduskapel in de kerktoren van de oude kerk.

## Geschiedenis en toren van 1828
Omstreeks 704 zou de omgeving van het huidige Obbicht zijn geschonken aan Willibrordus. In 980 werd de naam Biettine vermeld. In 1643 werd het dorp, inclusief de kerk, verwoest door een overstroming van de Maas. In de naburige buurtschap Overbroek werd in 1688 een nieuwe kerk gebouwd aan de huidige Ecrevissestraat, waaromheen zich een nieuwe gemeenschap ontwikkelde, het latere Obbicht. In 1825 was er een dorpsbrand, vrijwel het hele dorp, en ook de kerk, werd verwoest. Onder architectuur van Nicolaas Dukers werd een nieuwe kerk gebouwd op de fundamenten van de voorganger. Dit was een waterstaatskerk in traditionalistische stijl, met neogotische elementen, welke in 1828 gereed kwam.
In 1903 werd deze waterstaatskerk gesloopt omdat ze te klein bleek, met uitzondering van de toren, die ook nog eens met 6 meter werd verhoogd. In 1904 kwam een driebeukige neogotische kerk met ronde absis gereed die volgens plannen van J. Hollman was gebouwd. Deze kerk bleef in gebruik tot 1968 en werd in 1970 verkocht aan de gemeente om in 1984 gesloopt te worden. De toren van 1828 werd in 1985 in gebruik genomen als Sint-Willibrorduskapel en bevindt zich aan de Ecrevissestraat. De gevelsteen meldt, in chronogram: VbI eCCLesIa sanCtI wILLIbrorDI fVIt IbI tVrrIs seMper serVetVr (waar de kerk van Sint-Willibrord is geweest moge daar de toren bewaard blijven). Ook bevat de toren een gedenksteen uit 1828 die de dorpsbrand en de wederopbouw memoreert: op den 7 october 1825 wierd deze Kerk, de Pastorij en 34 woningen in assche gedompeld ...

## Huidige kerk
Ook de neogotische kerk bleek in de 2e helft van de 20e eeuw te klein. Deze werd van 1966-1968 gebouwd onder architectuur van Th. L. Oberndorff. Het is een kerk in modernistische stijl met 500 zitplaatsen. De doosvormige zaalkerk is gebouwd in baksteen en grèsbreuksteen. Deze kerk heeft een vierkante vlakopgaande toren in baksteen, voorzien van vierkante galmgaten en gedekt door een plat dak getooid met een ijzeren kruis.
De kerk bezit een orgel van 1905, vervaardigd door Pereboom & Leijser, dat in 1935 werd geplaatst in de voorganger van de huidige kerk, en in 1968 naar de huidige kerk verplaatst werd.